# Губний абруптив
Губний абруптив — тип приголосного звука, що існує в деяких людських мовах. Символ Міжнародного фонетичного алфавіту для цього звука — pʼ, а відповідний символ X-SAMPA — p_>.

## Властивості
Властивості губного абруптива:
- Спосіб творення — проривний або зімкнений, тобто повітряний потік повністю перекривається.
- Місце творення — губно-губне, тобто він артикулюється обома губами.
- Це абруптивний приголосний, що не підпадає під поділ на центральні та бокові приголосні.
- Це ротовий приголосний, тобто повітря виходить крізь рот.
- Механізм передачі повітря — абруптивний (егресивний глотковий), тобто під час артикуляції повітря виштовхується рухом гортані вгору при закритих голосових зв'язках.

## Приклади
Крім вказаних мов, цей звук також поширений у мовах Ефіопії, зокрема в ефіосемітських мовах.
| Мова         | Мова                | Слово         | МФА            | Значення               | Примітки                                                 |
| ------------ | ------------------- | ------------- | -------------- | ---------------------- | -------------------------------------------------------- |
| Адигейська   | Адигейська          | пӏакӏэ        | [pʼaːt͡ʃʼa] д·і | 'тонкий'               |                                                          |
| Амхарська    | Амхарська           | ጴጥሮስ/p̣iéṭros  | [pʼetʼros]     | 'Петро'                |                                                          |
| Вірменська   | Єреванський діалект | պոչ/pochʿ     | [pʼotʃʰ]       | 'хвіст'                | Відповідає непридиховому [p⁼] у інших східних діалектах. |
| Чеченська    | Чеченська           | пӏелг/ṗelg    | [pʼelɡ]        | 'палець'               |                                                          |
| Ґанза:95     | Ґанза:95            | [pʼá̰bḭ́]       | [pʼá̰bḭ́]        | 'збори'                |                                                          |
| Грузинська   | Грузинська          | პეპელა/pepela | [pʼɛpʼɛlɑ]     | 'метелик'              |                                                          |
| Хадза        | Хадза               | hûbbu         | [ɦuːpʼu]       | 'підіймати щось важке' | (подібний звук)                                          |
| Хайда        | Хайда               | ttappad       | [tʼapʼat]      | 'ламати'               | (подібний звук)                                          |
| Халкомелем   | Халкомелем          | p̓əq̓           | [pʼəqʼ]        | 'білий'                |                                                          |
| Кабардинська | Кабардинська        | цӏапӏэ/claplè | [t͡sʼaːpʼa] д·і | 'межа'                 |                                                          |
| Не-персе     | Не-персе            | p’íłin        | [ˈpʼiɬin]      | 'дірка'                |                                                          |
| Осетинська   | Іронський діалект   | пъовыр/phovyr | [ˈpʼovɪ̈r]      | 'повар'                |                                                          |
| Кечуа        | Кечуа               | p'acha        | [pʼat͡ʃa]       | 'одяг'                 |                                                          |
| Убихська     | Убихська            | wıp'ts'e      | [wɨpʼtsʼɜ]     | 'твоє ім'я'            |                                                          |
| Юрок         | Юрок                | kaap'         | [kaːpʼ]        | 'листя'                |                                                          |